# جمعیت هلال احمر فلسطین
جمعیت هلال احمر فلسطین به اختصار PRCS در سال ١٩٦٨ بدست فتحی عرفات، برادر یاسر عرفات تأسیس گردید.

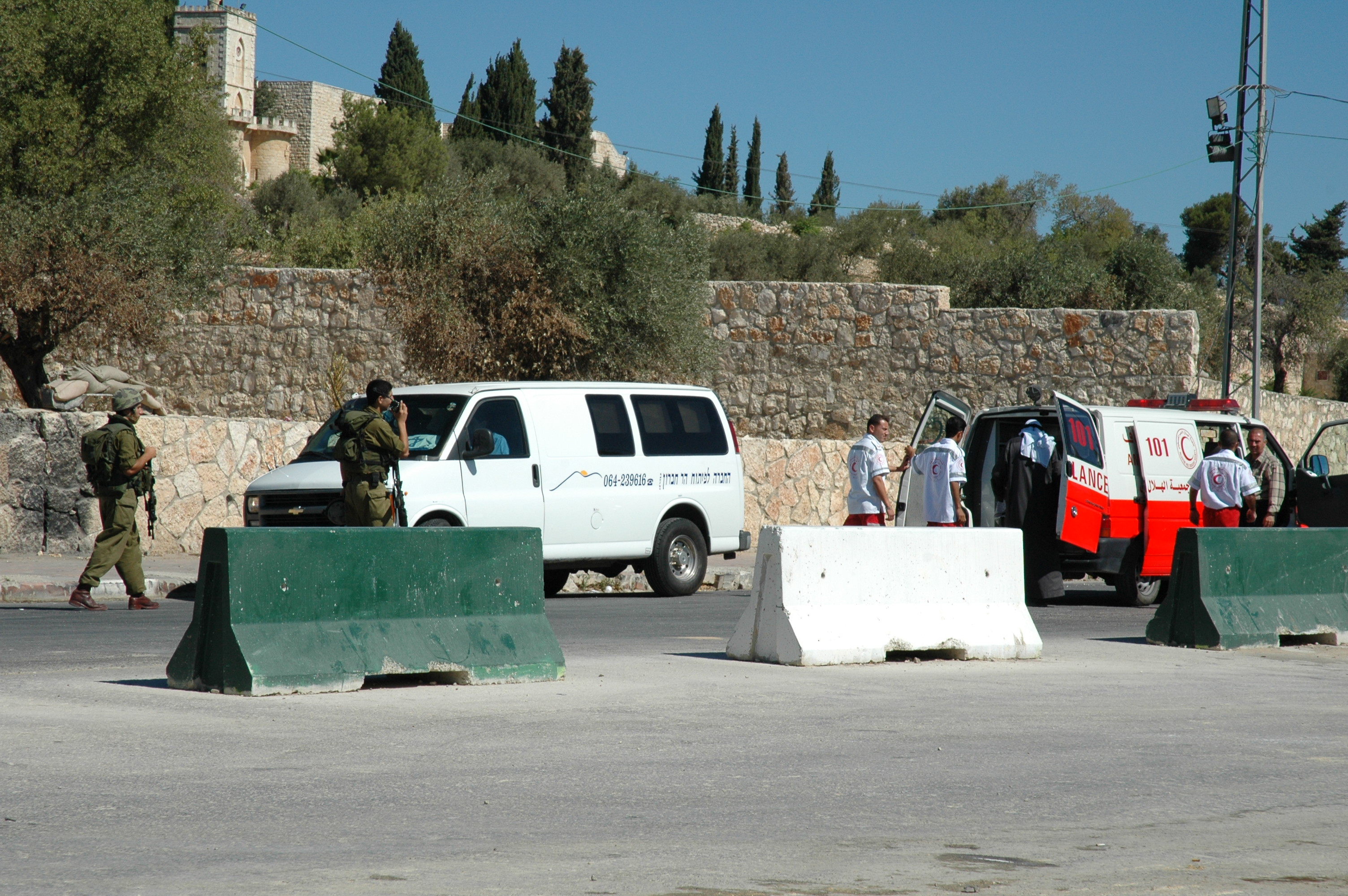
آمبولانس جمعیت هلال احمر فلسطین که در ایستگاه بازرسی مورد بازبینی توسط نیروهای اسرائیلی می‌باشد.

این سازمان، تشکیلاتی بشر دوستانه بوده و بخشی از نهضت بین‌المللی صلیب سرخ و هلال احمر می‌باشد .

این سازمان خدمات اورژانس پزشکی و مرکز مراقبت بهداشتی در کرانه باختری رود اردن و نوار غزه ارائه می‌دهد. 

دفتر مرکزی این سازمان در رام‌الله و در نزدیکی اورشلیم واقع شده‌است.

## سرویس آمبولانس
جمعیت هلال احمر فلسطین بیشترین شمار آمبولانس‌های مناطق خدماتی برای ارائه خدمات پزشکی و اورژانسی ارائه می‌کرد و پس از سال ١٩٩٦ با کمک سازمان آزادی بخش فلسطین به رهبری یاسر عرفات این خدمات ادامه یافت.

این سازمان دارای ٤١ ایستگاه ثابت، ٢٢ ایستگاه تلفنی و ١٢٢ دستگاه آمبولانس به همراه ٣٤٦ تکنسین فوریت‌های اورژانس (EMTs) بوده و در حال امداد رسانی می‌باشد.